# كهرباء الغلاف الجوي

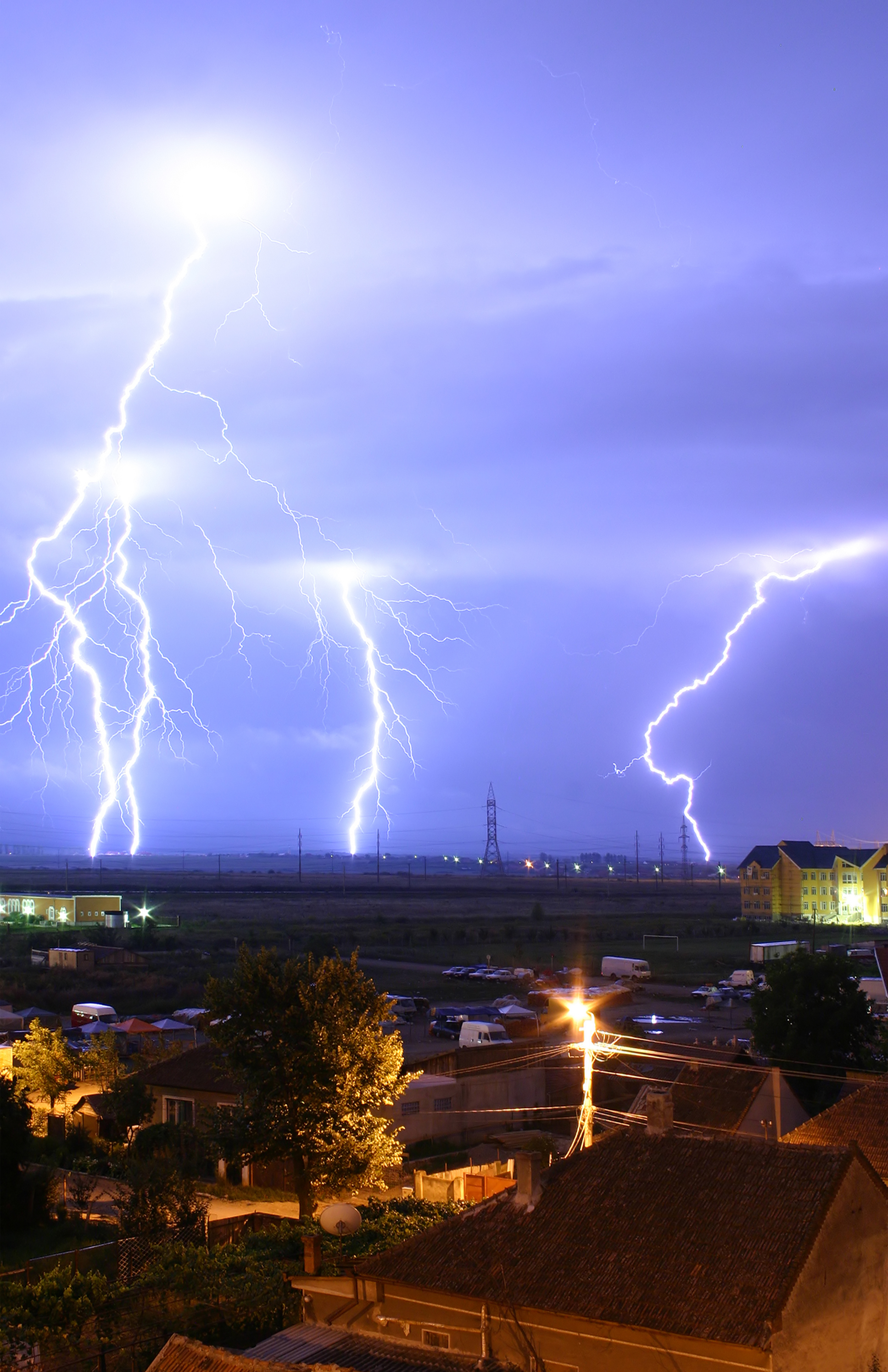
برق خارج من سحابة إلى الأرض في دائرة كهربائية للغلاف الجوي. هذا مثال للبلازما الموجودة على سطح الأرض. وعادة مايفرغ البرق 30,000 أمبير وفي جهد يصل إلى 100 مليون فولت مما ينبعث منها ضوء وموجات الراديو والأشعة السينية وحتى أشعة غاما. وقد تصل كلا من درجة حرارة البلازما في البرق إلى 28,000 كالفن وتتعدى كثافة الإلكترونات ^{24}10 \ م^{3}.

كهرباء الغلاف الجوي هو تحول يومي [الإنجليزية] منتظم للدائرة الكهربائية والكهرومغناطيسية لغلاف الكرة الأرضية (أو بمعنى أشمل هو النظام الكهربائي لكل كوكب في طبقة من الغازات). وتعرف طبقة الأرض وطبقة الأيونوسفير وغلافها الجوي بدائرة كهربائية للغلاف الجوي الأرضي. موضوع كهرباء الغلاف الجوي هو موضوع متعدد التخصصات.
تنتشر الكهرباء بحرية في الهواء والغيوم، وتعمل عن طريق الحث في الأرض وفي الأجهزة الكهرومغناطيسية. وأظهرت التجارب بأن هناك كهرباء حرة في الغلاف الجوي بشكل دائم، وتكون أحيانا سالبة وأحيانا أخرى موجبة، ولكن معظمها يكون موجب، وووجود الكهرباء يكون أقوى في منتصف النهار منه في الصباح أو بالليل وكثافته في الشتاء أقوى منه في الصيف. في الطقس الجيد يزداد الجهد الكهربائي مع معدل الارتفاع، وحسب القراءات فهو 30 فولت لكل قدم (100ڤ\م).
لا يحتوي الوسط الجوي الذي يحيط بنا على كهرباء مندمجة (سالب وموجب معا) فقط، مثلها مثل أي شكل من أشكال المادة، ولكن أيضا على كمية كبيرة من حالات حرة ومنفصلة، أحيانا من نوع واحد وأحيانا من النوع الآخر، ولكن كقاعدة عامة يكون دائما من النوع المعاكس للأرض. في كثير من الأحيان تقع طبقات مختلفة من الغلاف الجوي على مسافة قريبة من بعضها البعض، ولكن كثيرا ما وجدت أنها مختلفة في شكل الكهرباء. ويحتوي ظاهرة كهرباء الغلاف الجوي على ثلاثة أنواع. فهناك ظاهرة الكهرباء من العواصف الرعدية، وهناك ظاهرة الكهربة المستمرة في الهواء. أما الظاهرة الثالثة فتتمثل في شفق المنطقة القطبية.
تتفق معظم الهيئات الرسمية على أنه أيا كان المصدر المحتمل للكهرباء الحر في الغلاف الجوي والكهرباء الناتج من الفولتية الهائلة التي تخلخل الهواء فينتج ظاهرة البرق، فإن كل ذلك يعود سببه إلى تكثف البخار المائي ليشكل الغيوم؛ كل قطرة تنتقل عبر الهواء يجتمع على سطحه كمية معينة من الكهرباء الحر، ثم تندمج هذه القطرات الصغيرة مكونة قطرات أكبر مما يقلل السطح النسبي المكشوف، فيرتفع الجهد الكهربائي حتى يتغلب على مقاومة الهواء. ستفهم تلك الملاحظة بوضوح عند أخذ بعين الاعتبار الشحنة الكهربائية المعطاة فإن الجهد سيرتفع مع انخفاض السعة الكهربائية للجسم الحامل للشحنة، كما هو الحال عند اجتماع القطرات الدقيقة مكونة قطرات أكبر. وقد أنتج بنيامين فرانكلين عملية إنشاء برق شبيهة استخلصها من آلة كهربائية خلال تجاربه المشهورة على الطائرات الورقية.

## التاريخ
بعدما استخرج الشرر الحارق من الآلات الكهربائية وأيضا من قارورة ليدن، أوحى ذلك لأصحاب التجارب الآولى مثل هوكسبي ونيوتن ونوليت بأن البرق والرعد هما نتاج تفريغ كهربي. في سنة 1708 كان الدكتور وليام وول [الإنجليزية] أول من لاحظ أن شرارة التفريغ تشبه برق مصغر وذلك بعد أن لاحظ خروج الشرر من قطعة كهرمان مشحونة.
وكذلك أظهرت تجارب بنيامين فراكلين أواسط القرن ال18 بأن ظاهرة الكهرباء [الإنجليزية] الموجودة بالغلاف الجوي لا تختلف اختلافا جوهريا عن تلك التي تنتج في المختبرات. فقد لاحظ فرانكلين سنة 1749 بأن البرق له نفس الخصائص التي يمكن إنتاجها في الآلات الكهربائية.
افترض فرانكلين في يوليو 1750 بأنه بالإمكان أخذ كهرباء من الغيوم وذلك بوضع هوائي معدني ذو رأس مدبب. وقد طبق الفرنسي توماس داليبارد تلك الافتراضية سنة 1752 حيث نصب قضيب حديدي طوله 40-قدم (12 م) في قرية بشمال باريس، وقد جذب القضيب شرارة برق من غيمة عابرة. مع الهوائيات الأرضية المعزولة، أمكن لصاحب التجربة أن يربط سلك تأريض معزول (بالإنجليزية: grounding wire)‏ بالشمع وملامس للهوائي وراقب تفريغ الشرارة من الهواء إلى سلك التأريض. وبنتيجة تلك التجربة أكد داليبارد بأن نظرية فرانكلين كانت صحيحة.
سجل فرانكلين قائمة بأوجه الشبه التالية بين الكهرباء والبرق:
- إنتاج ضوء من نفس اللون؛
- حركة سريعة؛
- لها قابلية التوصيل مع المعادن والماء والثلج؛
- تصهر المعادن وتشعل مواد قابلة للاشتعال؛
- لها رائحة كبريت (والمعروف الآن بأنه ناجم عن الأوزون)
- مغنطة الأبر؛
- التشابه ما بين نار سانت إلمو ووهج التفريغ.

وفي يونيو 1752 أعلن فرانكلين عن تنفيذ تجربة طائرته الورقية الشهيرة. واعاد روماس تجربة الطائرة الورقية حيث عملها من سلسلة معدنية طولها 9 قدم (2.7 م)، وأيضا كافالو [الإنجليزية] الذي أعطى العديد من الملاحظات حول كهرباء الغلاف الجوي. وأعاد ليمونير (1752) تكرار تجربة فرانكلين مع هوائي ولكن استبدل سلك تأريض مع جزيئات الغبار (فحص الجاذبية). ونبه في وثيقة عن حالة الطقس المعتدل، فكهربة الغلاف الجوي لليوم الصحو والتغييرات اليومية [الإنجليزية] لتلك الكهرباء. وأثبت بكاريا (1775) معلومات ليمونير حول التحولات اليومية وقرر بأن الشحنة القطبية للغلاف الجوي في الجو الصحو تكون موجبة. وسجل ساسور (1779) بيانات تتعلق بالشحنة المستحثة للموصل في الغلاف الجوي. وكان جهاز ساسور (وهو عبارة عن كرتين معلقتين بالتوازي مع سلكين رقيقين) مقدمة للإلكتروميتر. واكتشف ساسور أن حالة الطقس المعتدل له تباين سنوي واكتشف أيضا أن هذا التباين يكون أيضا مع الارتفاع. وفي سنة 1785 اكتشف كولوم الإيصالية الكهربائية للهواء. وكان اكتشافه يتعارض مع الفكر السائد في ذلك الوقت، حيث تعتبر غازات الغلاف الجوي مواد عازلة (إلى حد ما ليست موصلات جيدة جدا عندما لا تكون متأينة)، لكن للأسف فإن بحثه قد أهمل تماما. في سنة 1804 وضع بول إرمن نظريته القائلة بأن الأرض لها شحنة سالبة. وقد أكد بلتير (1842) بالتجربة نظرية إرمن. وفي ستينات من القرن 19 افترض اللورد كلفن بأن شحنة الغلاف الجوي الموجبة تفسر حالة الطقس المعتدل ثم اعترف في وقت لاحق بوجود حقول كهربائية في الغلاف الجوي.
على مدى القرن التالي ساهم عدة باحثين بزيادة حجم المعرفة بظاهرة كهرباء الغلاف الجوي وذلك باستخدام أفكار ألساندرو فولتا وفرانسيس رونالد. ومع اختراع المكهار المحمول (إلكترومتر) ومكثف قطرات الماء [الإنجليزية] في القرن 19 أدى ذلك إلى زيادة في مستوى دقة النتائج الملحوظة. وقبل أن ينتهي القرن 19 اكتشف لينز (1887) بأن معظم الموصلات تفقد شحنتها وإن كانت معزولة بالكامل مؤكدا ماكتشفه كولوم من قبل، وكمية تلك الشحنة المفقودة تعتمد على الظروف الجوية. وميّز هوفرت (1888) ومضات البرق الهابطة كل على حدة باستخدام كاميرات بدائية وسجلها في تقريره «ومضات البرق المتقطعة» (بالإنجليزية: Intermittent Lightning-Flashes)‏. ثم اقترح كلا من إليستر وجيتل اللذان عملا في مجال الانبعاث الحراري نظرية لشرح البنية الكهربائية للعواصف الرعدية (1885)، وبعد ذلك اكتشف إشعاع الغلاف الجوي (1899). ومع الوقت أصبح واضحا أن الأيونات الحرة الموجبة والسالبة هي موجودة دائما في الغلاف الجوي وبالإمكان جمع هذا الانبثاق المشع. وقدّر فريدرك بوكل (1897) كثافة تيار البرق من خلال تحليل ومضات البرق في البازلت ودراسة بقاياها المغناطيسية (بما ان البازلت من معادن الحديد المغناطيسي فإنه يصبح ذو قطبية مغناطيسية عندما يتعرض لمجال خارجي قوي مثل ضربة البرق).
وقد واصل الإيطالي لويجي بالميري أبحاثه في كهرباء الغلاف الجوي باستخدام الإلكترومتر. وبحث كلا من نيكولا تسلا وهيرمان بلوسون على إنتاج الطاقة والقدرة من كهرباء الغلاف الجوي. وقد اقترح تسلا أيضا استخدام دائرة كهرباء الغلاف الجوي لنقل الطاقة الكهربائية لاسلكيا إلى مسافات بعيدة. وقد عملت محطة بولندا القطبية [الإنجليزية] أبحاثا على حجم الحقل الكهربائي للأرض وسجلت عنصرها العمودي. وقد تطورت خلال القرن ال20 اكتشافات كهربة الغلاف الجوي عن طريق الأدوات الكهربائية الحساسة، وكذلك الأفكار التي تدور حول المحافظة على شحنة الأرض السالبة. بما أنه قد تم قدر معين من أعمال الملاحظة على أفرع كهرباء الغلاف الجوي، إلا أن العلم لم يتطور إلى حد كبير. ويعتقد أن أي جهاز يمكن استخدامه لاستخراج طاقة مفيدة من كهرباء الغلاف الجوي ستكون تكلفته باهظة من ناحية التصنيع والصيانة، وعلى الارجح هذا هو السبب عدم جذب هذا المجال الكثير من الاهتمام.

## الوصف
تنتشر كهرباء الغلاف الجوي في البيئة ويعثر على بعض أشكالها في مسافة أقل من أربعة أقدام عن سطح الأرض، وكلما ارتفعنا أصبح أكثر وضوحا. وبيت القصيد في ذلك هو أن الهواء الذي فوق سطح الأرض عادة مايكون موجب الشحنة أثناء الطقس الجيد، أو على الأقل موجب مقارنة مع سطح الأرض، حيث أن شحنة سطح الأرض سلبية نوعا ما. إضافة إلى ذلك فإن وجود النشاط الكهربائي في الغلاف الجوي سببه تراكم هائل من الشحنات الساكنة للتيار المتولد من احتكاك الهواء مع بعضه -على افتراض ذلك-، وهو مايفسر باقي الظواهر المختلفة من البرق والعواصف الرعدية. والأمور الأخرى التي تنتج كهرباء الجو هي: تبخر سطح الأرض والتغيرات الكيميائية التي تحدث على السطح واختلاف درجة حرارة الجو مما يسبب من تمدد وتكثيف وكذلك الرطوبة الموجودة فيه.
ووفقا لبلتيير فإن شحنة العالم الأرضي هي سلبية بالكامل، والفضاء الخارجي موجبة؛ أما الجو نفسه فلا يوجد لديه كهرباء فهو فقط في حالة سلبية، لذلك فإن التأثيرات الملحوظة يرجع سببها إلى النفوذ المتربط لهذين المستودعين الضخمين للكهرباء. وخلص الباحثون افتراضا أن العالم الأرضي يستحوذ على الفائض من الكهرباء السالبة وكذلك الأجسام الموجودة على سطحه لها نصيب من ذلك، ولكن يبدو لهم أن يمتثلوا -من الملاحظات العديدة التي تشكلت- بأن كهرباء الغلاف الجوي نفسه هي موجبة. والواضح أن نشأة الكهرباء الموجبة هو من نفس مصدر شحنة الكرة الأرضية السالبة. ومن المحتمل أن أساسه هو الأبخرة المائية التي تملأ جوانب الغلاف الجوي بدلا من ذرات الهواء؛ ومع ذلك فتلك الذرات هي الأكثر وجودا في الغلاف الجوي.
مقياس كهربائية الغلاف الجوي هو مقياس فرق الجهد ما بين نقطة على سطح الأرض ونقطة أخرى فوقها بالهواء. ويختلف جهد الغلاف الجوي حسب الاختلاف في المناطق، وقد يصل هذا الاختلاف أحيانا إلى 3000 فولت خلال مسافة تصل إلى 100 قدم (30 م)‏. ووفقا للتحقيقات فإن فرق الجهد للمجال الكهروستاتيكي والمجال الأرضي يصل إلى 60 إلى 100 فولت في الصيف وفي الشتاء من 300 إلى 500 فولت لكل متر عمودي فوق سطح الأرض، وبحسبة بسيطة فإن النتيجة المعطاة بين مجمع مثبت بسطح الأرض والآخر مثبت فوقه عموديا على مسافة 2000 متر وكليهما مرتبطان بسلك موصل، فإن اختلاف الجهد في الصيف يصل إلى 2,000,000 فولت، وقد يتعدى أكثر من 6,000,000 فولت في الشتاء.
يكون الهواء في المناطق العليا للغلاف الجوي متخلخلا للغاية، ويكون سلوكها كالغازات المتخلخلة في أنابيب جيسلر. فعندما يقل الهواء ويكون جافا فإنه يكون غير موصل. ويعتقد أن الطبقة العليا لها شحنة موجبة، في حين أن سطح الأرض ذا شحنة كهربائية سالبة؛ وتتصرف طبقة الهواء ذات الكثافة الأعلى مثل زجاج قارورة ليدن في إبقاء الشحنات منفصلة. فنظرية كهرباء الغلاف الجوي تفسر بالتساوي ظواهر كثيرة؛ الكهرباء الحر والذي يتجلى في العواصف الرعدية وهي المسبب له، وكهرباء المناطق منخفضة التوتر والذي يتجلى بظهوره في شفق القطب الشمالي وهي المسبب في ظهور الكهرباء.
يعتبر الجو المكهرب هو السبب الشائع الذي يمنع أو يحول دون الإرسال الكهربائي خصوصا أثناء العواصف. فعندما لايعمل جهاز الإرسال بشكل منتظم فهذا يعني مرور تيار قوي يوقفه على الفور، وكثيرا مايحدث للأجهزة الموجودة في المكاتب وبين النقاط المعدنية أن يخرج منها شرر لامع؛ ففي أجهزة التليغراف يذوب الحاجز الكهرو-المغناطيس (armatures) بشكل قوي، وتنصهر الأسلاك والمواد المعدنية الموجودة حول الأجهزة. وكما يلاحظ أيضا -وإن كان نادر الحدوث- أن التيارات والتي تدوم لفترة تطول أو تقصر أنها تحول دون عمل أنظمة الاتصالات.

### الاختلافات
كان هناك اختلاف في التخمينات المتضاربة فيما يتعلق حول منشأ تلك المراحل الأرصادية شبه اليومية، ولكن عادة كانت ذات طابع ثانوي. أما السبب الرئيسي فقد أرجع وبشكل واضح إلى العمليات المعقدة العديدة التي سببها هو التحريك الحراري للإشعاع. ويعتقد لو أن لديهم خبرة كافية حول الصيغ التي تم استنتاجها هنا وموضحة بالرسوم، يمكن أن تسفر عن إنتاج بيانات ذات قيمة حول الأنشطة الذرية ودون ذرية المعنية بالاختلافات في الشروط الأساسية واشتقاقاتها المتعددة.
أظهرت الاختلافات النهارية الموجودة خلال المؤشر اليومي (في حالة الطقس الجيد) بحدوث حالتي قصوى في الصيف يفصلهما 12 ساعة، وحالتي دنيا يفصل بينهما تسع ساعات. وتتوافق الحالة القصوى بوضوح مع ساعات تغيير درجة الحرارة، أما الحالة الدنيا فتتوافق مع ساعات ثبات الحرارة.
عند النظر إلى كهرباء الغلاف الجوي بنمط عام، فإنه يصل حالته القصوى في يناير ثم ينخفض تدريجيا حتى شهر يونيو حيث يظهر الحد الأدنى لكثافته، ثم يرتفع خلال الأشهر التالية حتى نهاية السنة. ويمكن الإحساس بالفرق بين الحد الأقصى والحد الأدنى بشكل قابل للتميز خلال الطقس هادئ أكثر منه خلال الطقس الغائم. خلال الشهور المختلفة تزداد قوة كهرباء الهواء عندما تكون السماء صافية أكثر منه عند وجود الغيوم، ما عدا عند التوجه نحو شهري يونيو ويوليو، فعندما تصل الكهرباء حد أقصى فإن القيمة هي نفسها تقريبا مهما كانت حالة السماء.
لوحظ أن كمية كثافة الكهرباء خلال الضباب هي تقريبا نفس الكمية المرصودة خلال هطول الثلج. وهي قيمة مرتفعة جدا وتتوافق مع الحدود القصوى الملحوظة للأشهر السابقة واللاحقة خلال السنة. والأمر الملفت للغاية هو مايظهر من الملاحظة الأخيرة، هو أن نمط تصرف الرطوبة يختلف تماما في الأشهر الباردة عنه في الساخنة، فهو يزيد الكهربائية في أشهر الشتاء ولكنه يقللها في أشهر الصيف. فالحقيقة الأساسية هي أن تصرف الرطوبة له نمطين، فالتأثير الذي يميل إلى معاكسة بعضهما البعض. ومن ناحية فإنه يسهل خروج الكهرباء المتراكم في المناطق العليا من الغلاف الجوي إلى الطبقات الدنيا حيث يتم مراقبته، ومن ناحية أخرى فإنه يسهل الخروج إلى أرضية كهربائية حيث تستولي عليه تلك الطبقة: بالتالي فإنه يزيد من قوة ظهور الكهرباء، ولكن من ناحية أخرى فإنه يقلل منها.

### الفضائين الداخلي والخارجي

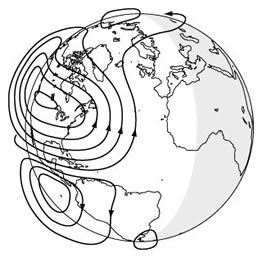
التيارات الكهربائية الناشئة في الغلاف المتأين (أو المتكور الشاردي) الخارجي

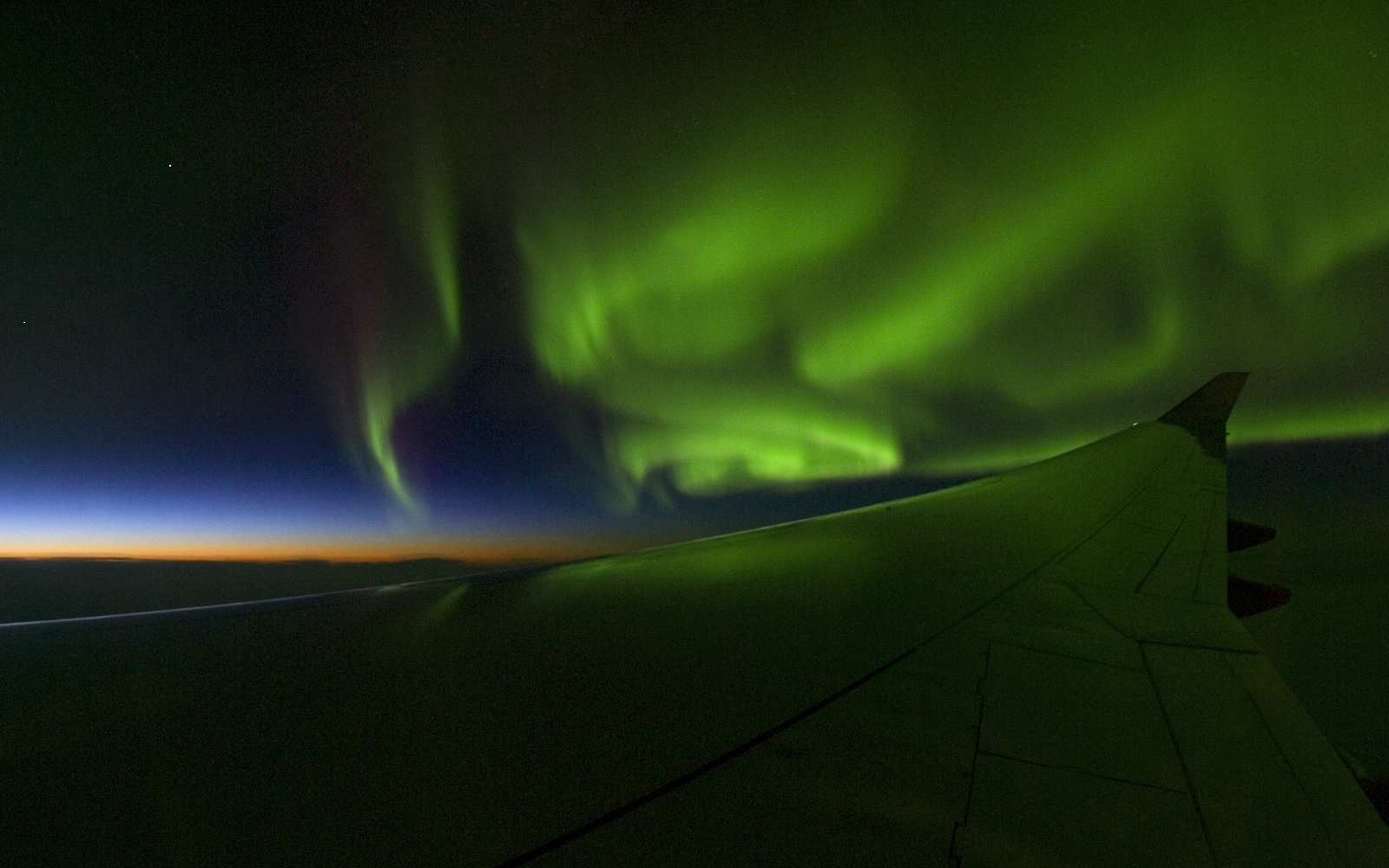
الشفق القطبي كما يرى فوق كندا على ارتفاع 11,000م (36,000 قدم)

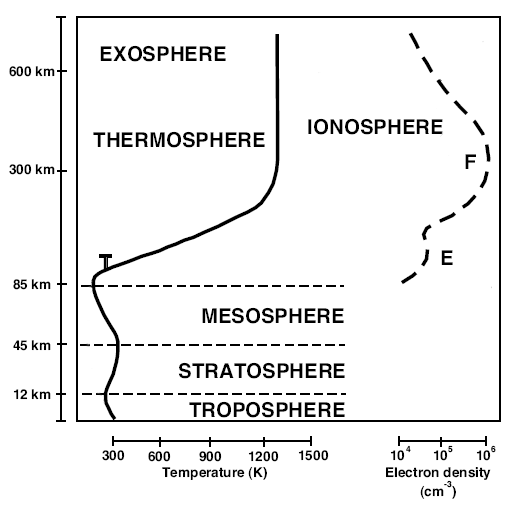
العلاقة مابين الغلاف الجوي والأيونسفير

في الفضاء الخارجي فإن منطقة الركود المغناطيسي تسير على طول الحد بين المنطقة المحيطة بالجسم الفلكي (تسمى "الغلاف المغناطيسي") والبلازما المحيطة به حيث ينظم المجال المغناطيسي تلك الظاهرة الكهربائية. ويحيط الغلاف المغناطيسي بالأرض، مثلما هو محيط بالكواكب الممغنطة كالمشتري وزحل واورانوس ونبتون. أما عطارد فهو أيضا ممغنط ولكنه أضعف من أن يمسك بأي بلازما، والمريخ فمغناطيسية السطح لديه غير مستقرة. الغلاف المغناطيسي هو المكان حيث توازن الرياح الشمسية الضغط المغناطيسي الخارجي للمجال المغناطيسي الأرضي. فمعظم الجسيمات الشمسية تنحرف إلى جانبي منطقة الركود المغناطيسي. ولكن مع ذلك فإن بعض الجسيمات تكون محاصرة داخل المجال المغناطيسي للأرض وتكون حزامان إشعاعيان، ويسمى الحزام الإشعاعي باسم حزام فان آلن الإشعاعي وهو نتوء مستدير من الجسيمات المشحونة النشيطة (أي البلازما) حول الأرض ويحاصره المجال المغناطيسي الأرضي.
في الارتفاعات ما فوق الغيوم فإن كهرباء الغلاف الجوي يشكل عنصرا مستمرا ومتميزا يحيط بالأرض (يسمى الغلاف الإلكتروني). فالغلاف الإلكتروني الذي يبدأ من 10 كم فوق سطح الأرض وحتى الغلاف الجوي المتأين قابلية توصيل كهربائية عالية وبالأساس في الجهد الكهربائي الثابت. فالحافة الداخلية للغلاف المغناطيسي هو الغلاف المتأين وهو الجزء من الغلاف الجوي الذي تأينه الأشعة الشمسية. (التأين الضوئي [الإنجليزية] هي عملية فيزيائية بحيث يسقط الفوتون على ذرة أو أيون أو جزيء مما يؤدي إلى طرد إلكترون أو أكثر).

### شفق قطبي
تغمر الرياح الشمسية الأرض باستمرار، وتكون تياراتها من البلازما الساخنة المتخلخلة (وهي غازات من الإلكترونات الحرة والأيونات الموجبة) المنبعثة من الشمس نتيجة لحرارة طبقتها الخارجية والتي تصل إلى مليون درجة مئوية فتنطلق في كل الإتجاهات. تكون سرعة الرياح الشمسية 400 كم\ث عندما تصل الأرض، وكثافتها 5 ion/cc، وشدة المجال المغناطيسي تصل 2-5 نانوتسلا (شدة مجال سطح الأرض 30,000-50,000 نانوتسلا). وتلك القيم نموذجية. أثناء العواصف المغنطيسية يكون تدفقها أسرع بعدة مرات؛ وفي المجالات المغناطيسية بيكوكبي يكون أقوى من ذلك بكثير.
ينشأ المجال المغناطيسي البيكوكبي على الشمس ومرتبطا بحقول بقع الشمس، ثم تسحب الرياح الشمسية خطوط قوته إلى الخارج. وهذا من شأنه أن يوجهه مباشرة من الشمس إلى الأرض، لكن دوران الشمس يميله (عند وصولها الأرض) بنحو 45 درجة، لذلك فقد تبدأ خطوط المجال المغناطيسي بعبور الأرض بالقرب من الحافة الغربية للشمس الظاهرة للعيان.
عندما تكون الرياح الشمسية مشوشة فإنه سيكون من السهل نقل الطاقة والمواد إلى الغلاف المغناطيسي، فتنشط الأيونات والإلكترونات في ذات الغلاف ثم تتحرك على طول خط المجال المغناطيسي إلى المناطق القطبية من الغلاف الجوي.

### فجوة أرض-ايونسفير
تحافظ العواصف الرعدية بفرق الجهد بين الأيونوسفير والأرض وذلك باستمرارها في ضخ التفريغ البرقي. ففي فجوة أرض-ايونسفير تتحكم الأيونات بشكل أساسي بالمجال الكهربي والتيار في طبقة السفلى للغلاف الجوي، فالأيونات لها علامات مميزة مثل التنقل والعمر ومعدل الجيل الذي تتغير حسب الارتفاع.
صدى شومان هي مجموعة من قمم الطيف في الموجات المتناهية القصر ELF من الحقل الكهرومغناطيسي الأرضي. ويحدث بسبب وجود المسافة التي بين سطح الأرض والأيونوسفير الموصل ويعمل كمرشد موجي. فالأبعاد المحدودة للأرض تسبب لهذا المرشد الموجي ليصبح بمثابة تجويف طنان للموجات الكهرومغناطيسية. ويستثار هذا التجويف بشكل طبيعي عن طريق طاقة الصواعق.

### طبقات الغلاف الجوي
تتضاعف الموصلية الكهربائية للغلاف الجوي باضطراد مع الارتفاع. وتتغير أيضا سعة المكونات الكهربائية والمغناطيسية حسب الموسم وخطوط العرض والارتفاع فوق مستوى سطح البحر، فكلما ارتفعنا إلى الأعلى كلما توفر كهرباء الغلاف الجوي بشكل كبير. ويشكل المتكور الخارجي الطبقة الأخيرة الخارجية للغلاف الجوي والذي يبدأ من ارتفاع 500 كيلومترا إلى 1000 كيلومترا فوق سطح الأرض وحتى حدودها العليا أي حوالي 10000 كم. وتحتها مباشرة طبقة ثيرموسفير (الغلاف الجوي العلوي) ثم طبقة ميزوسفير، وهي الطبقة التي يسبب الأشعة فوق البنفسجية بحدوث التأين، حسب النظريات التي اقترحت لتفسير ظاهرة الشفق القطبي، ولكن ثبت من خلال التجارب أن ذلك يعود إلى مرور تيارات الكهرباء الموجبة من مناطق الغلاف الجوي العليا إلى الأرض.
وتقع طبقة ميزوسفير (الغلاف الجوي الأوسط) فوق طبقة الستراتوسفير وأسفل الثيرموسفير مباشرة. وارتفاع غلاف تلك الطبقة 50 - 80/85 كيلومترا فوق سطح الأرض. وطبقة الستراتوسفير (الغلاف الجوي الأوسط) هي طبقة من الغلاف الجوي للأرض التي تتدرج فيها درجة الحرارة، ويقع على ارتفاع بين 10 و 50 كيلومترا فوق سطح الأرض في خطوط العرض الوسطى بينما يبدأ في القطبين على الارتفاع 8 كم. طبقة الستراتوسفير تقع فوق طبقة التروبوسفير وتحت ميزوسفير. وتعتبر طبقة التروبوسفير (الغلاف الجوي السفلي) أكثف طبقة من طبقات الغلاف الجوي.
الطبقة المتاخمة للغلاف الجوي أو الأرض (atmospheric boundary layer) هو أدنى جزء للغلاف الجوي وبسبب اتصالها المباشر مع الكرة الأرضية فإن سلوكها سريع التأثر بها.
هناك تدرج في الجهد [الإنجليزية] عند السطح وهذا يتوافق مع الشحنة السالبة الموجودة في أو بالقرب من سطح الأرض. ويتلاشى تدرج الجهد السلبي بسرعة كلما ارتفعنا عن الأرض. ويكون معظم تدرج الجهد في الكيلومترات الأولى. بالمقابل يرتفع تدرج الجهد الموجب بسرعة كلما ارتفعنا عن الأرض.

### العواصف الرعدية والبرق

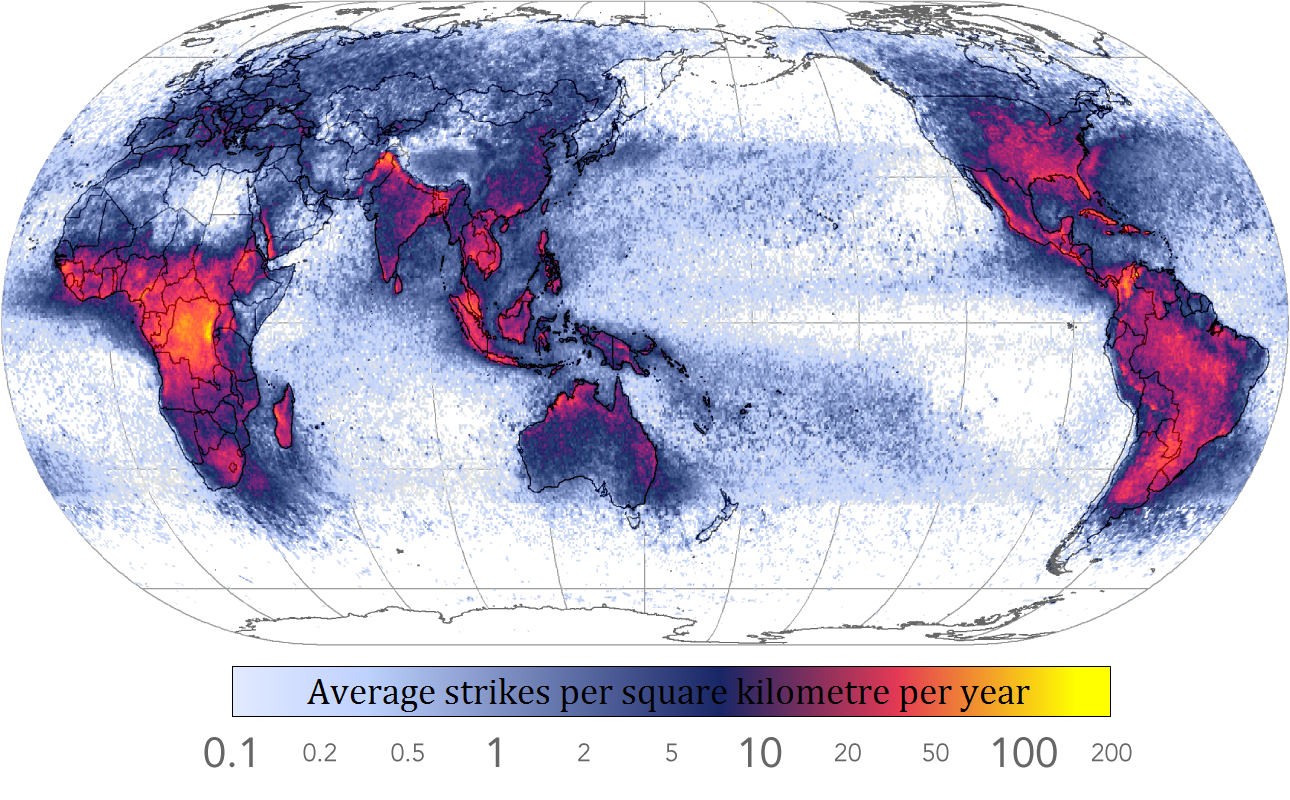
عرض خريطة العالم تواتر ضربات البرق، الومضات لكل كم² سنويا (التماثل-منطقة الإسقاط). تحدث الصواعق في معظم الأحيان في جمهورية الكونغو الديمقراطية. حصاد المعلومات بين 1995-2003 عن طريق الكاشف الضوئي السريع، وبيانات من 1998-2003 عن طريق جهاز استشعار تصوير البرق.

إذا عرفت كمية المياه التي تتكثف ومن ثم تتساقط من الغيوم، فإنه يمكن حساب اجمالي طاقة العواصف الرعدية. ويكون معدل كمية الطاقة المنبعثة للعاصفة الرعدية نحو 10,000,000 كيلوواط / ساعة (3.6×1310 جول)، وهو ما يعادل رأس نووي قوته 20 كيلوطن. لربما عاصفة رعدية قوية وضخمة يكون نشاطها أكبر من ذلك ب 10 إلى 100 مرة.
لا تزال بداية تكوين البرق موضع جدال بين العلماء: فقد درسوا الأسباب الجذرية لتكونه ابتداء من اضطرابات الغلاف الجوي (كالرياح والرطوبة والضغط الجوي) وحتى تأثير الرياح الشمسية وتراكم الجزيئات الشمسية المشحونة بطاقة الشمس. ويعتقد بأن الجليد المتراكم داخل الغيوم قد يكون هو العنصر الرئيسي في تطور البرق، ويمكن أن يتسبب بالفصل القسري بين الشحنات الموجبة والسالبة في السحابة مما يساعد على تكوين البرق.
تحمل صاعقة البرق شحنة كهربائية سالبة تعادل 40 كيلو أمبير (يمكن أن تصل شحنة بعض الصواعق إلى 120 كيلو أمبير) وتنقل شحنة خمسة كولوم و 500 ميغا جول، وهو ما يكفي من الطاقة لإنارة مصباح 100 وات لأقل من شهرين. ويعتمد الجهد الكهربي على طول الصاعقة، عند انهيار العزل الكهربي للهواء يعطي ثلاثة ملايين فولت للمتر الواحد وهو مايعطي واحد جيجا فولت (أي مليار فولت) حتى نحصل على صاعقة طولها 1,000 قدم (300 م). فوجود 100 كيلو أمبير من التيار الكهربائي يعطي قوة 100 تيرا واط. ومع ذلك فنشوء البرق الإرشادي لا يعني انهيار العزل الكهربائي بتلك البساطة، فربما تكون الحقول الكهربائية المحيطة اللازمة لانتشار البرق أقل من حجم قوة انهيار العزل الكهربائي بعدة قيم أسية. إضافة إلى ذلك فقد يكون تدرج الجهد الكهربائي داخل قناة الشوط العائد عدة مئات من الفولتات في المتر بسبب تأين القناة القوي مما يسبب بقوة خارجية حقيقية تعادل بضعا من الميغاوات لكل متر لتيار يساوي 100 ك أمبير من الشوط العائد.

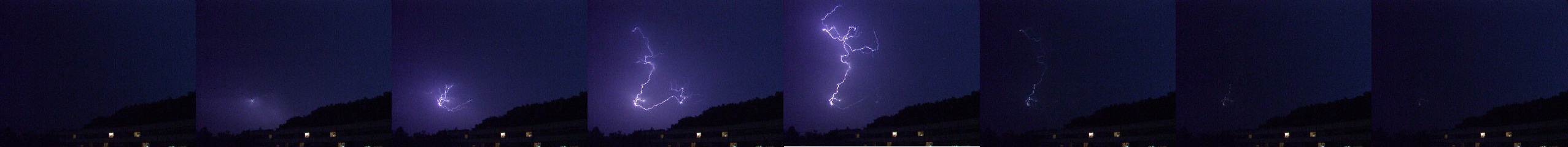
تسلسل البرق (المدة: 0.32 ثانية)

### الكهربة الموجودة في الهواء
تساهم الكهروستاتيكا في تراكم الشحنات على أسطح الأجسام عند اتصالها مع الأسطح الأخرى. فعندما يتلامس سطحين ثم ينفصلان فإن الشحنات تتبادل بينهما. إلا أن ملاحظة تأثير تبادل الشحنة لا يبدأ إلا عندما يكون أحد الأسطح لديه مقاومة عالية للدفق الكهربائي، وسبب ذلك أن الشحنات المنقولة من أو إلى الأسطح عالية المقاومة تكون محاصرة هناك لفترة تكفي بملاحظة آثارها، وتبقى تلك الشحنات على الجسم حتى يتم تصريفها ببطئ إلى الأرض أو تحّيد بسرعة عن طريق التفريغ: فعلى سبيل المثال، الظاهرة المألوفة للصدمة الستاتيكية سببها هو تفريغ شحنة متراكمة بجسم ما عند التماسها مع أسطح غير موصلة.
ظاهرة نار سانت إلمو هي ظاهرة كهربائية تكونت من بلازما مضيئة من إفرازات إكليلية منشؤها جسم مؤرض. غالبا ماتعّرف كرة البرق بالخطأ بأنها نار سانت إلمو، ولكنهما ظاهرتان منفصلتان عن بعضهما البعض ومتمايزتان، ومع أنه يطلق عليها ب«نار» إلا أنها مجرد بلازما، وتعتبر مظهر من مظاهر كهرباء الغلاف الجوي عند النظر إلى هذا السياق. وعادة تظهر عند حدوث عاصفة رعدية وعلى قمم الأشجار والأبراج وغيرها، وأحيانا على رؤوس الحيوانات كفرشاة أو نجمة مضيئة
يسبب المجال الكهربائي لجسم ما بتأين جزيئات الهواء المحيطة به، فينتج توهج خافت [الإنجليزية] يمكن رؤيته في الإضاءة المنخفضة. ولكي ننتج نار سنت إلمو فإنه يجب أن يكون هناك من 1,000 إلى 30,000 فولت لكل سنتيمتر، ولكن هذا الرقم يعتمد اعتمادا كبيرا على الشكل الهندسي للجسم. فالأجسام الحادة تحتاج إلى كمية فولتات أقل لإعطاء النتيجة نفسها، وذلك لأن المجالات الكهربائية تتركز في مناطق الانحناء الشديدة بالتالي فإن التفريغ يكون أكثر كثافة في نهايات المدببة لتلك الأجسام. تظهر كلا من نار سنت إلمو مع الشرر العادي عندما يؤثر الجهد الكهربائي العالي على الغاز. ويمكن رؤية تلك النار في العواصف الرعدية عندما تشحن الأرض أسفل العاصفة بالكهرباء، حيث يصبح فرق جهد عال في الهواء الموجود بين السحابة والأرض. فيمزق هذا الجهد جزيئات الهواء ويبدأ الغاز بالتوهج. ويسبب نيتروجين وأكسجين الغلاف الجوي بتوهج نار سانت إلمو باللونين الأزرق أو البنفسجي، وهي مشابهة للآلية التي تسبب بوهج إضاءة النيون

## الدراسة والاستقصاء
للكشف عن وجود كهرباء حر في الهواء يثبت قضيب معدني طوله عدة أقدام رأسه في الهواء وتثبت في نهايته السفلى الكتروسكوب به ورقتين ذهبيتين، حيث تتباعد الورقتان كلما ارتفع القضيب عدة أقدام في الهواء. واستخدمت الطائرات الورقية والبالونات لذات الغرض وأيضا إن جاز التعبير في سحب الكهرباء الحر من الهواء. مع ذلك فلا يزال مصدر الكهرباء في الغلاف الجوي مجهولا، وإن أرجع بعض علماء الفيزياء إلى احتكاك الهواء مع الأرض، والبعض الآخر إلى الأكسدة التدريجية للحياة النباتية والحيوانية، وأرجعها آخرون إلى التبخر وإلى الحث الشمسي وإلى الاختلاف في درجات الحرارة.

### ارتفاع منخفض
للتأكد من كهربائية الغلاف الجوي القريب من سطح الأرض، يستخدم مقياس الكهربية الفولتية أو الكترومتر، وهو آلة يستخدم للإشارة إلى وجود الكهربية وقياسها. وهو يتكون من وعاء زجاجي ويعلوه طرف قضيب معدني والطرف الآخر داخل الجرة وبه ورقة ضعيفة متدلية به، فعندما يتجمع الكهرباء على رأس القضيب العلوي، فإن طرفي الورقة يصبحان متشابهين كهربائيا فيبتعدان عن بعضهما البعض؛ فيقيس مقدار الاختلاف كثافة السائل.

### ارتفاع عالي
تجري تجارب الكهرباء بمناطق الغلاف الجوي المرتفعة من خلال الطائرات الورقية والبالونات. بحيث يلتف سلك رفيع بحبل الطائرة الورقية وذلك لنقل الكهرباء من الجو العلوي، ويجب أن يكون معزولا وذلك بربط طرف السلك السفلى إما إلى سلك حريري أو قضيب زجاجي. وتعمل البالونات الصغيرة والثابتة نفس العمل بحيث تنتظم السلاسل وتثبت بنفس الطريقة. وأحيانا يصعد خبراء الأرصاد الجوية في تلك البالونات لكتابة أي ملحوظة.